# Peter Adams
Peter Adams (Gent, 1976) is een Belgisch bankier. Sinds 2021 is hij CEO van ING België.

## Levensloop
Peter Adams behaalde in 1998 een master in de economie aan de Universiteit Gent, in 1999 een Master in Finance and Economics aan de London School of Economics en in 2004 een MBA aan het INSEAD. In 1999 ging hij aan de slag bij Boston Consulting Group, waar hij in 2014 managing partner voor België en Luxemburg en lid van het Europees managementteam werd. Als consultant was hij bij grote transformaties in de Europese bankensector betrokken, in het bijzonder in Scandinavië, het Verenigd Koninkrijk, Frankrijk en de Benelux. In januari 2021 volgde hij interim-CEO Hans De Munck, die op zijn beurt Erik Van Den Eynden opvolgde, als CEO van ING België op.